# Дју (Алије)
Дју (фр. Diou) насеље је и општина у централној Француској у региону Оверња, у департману Алије која припада префектури Мулен.
По подацима из 2011. године у општини је живело 1491 становника, а густина насељености је износила 59,9 становника/km². Општина се простире на површини од 24,89 km². Налази се на средњој надморској висини од 219 метара (максималној 276 m, а минималној 207 m).

## Демографија
| 1962. | 1968. | 1975. | 1982. | 1990. | 1999. | 2011. |
| ----- | ----- | ----- | ----- | ----- | ----- | ----- |
| 1.515 | 1.602 | 1.649 | 1.705 | 1.650 | 1.553 | 1.491 |

График промене броја становника у току последњих година